# 普瓦斯基縣 (密蘇里州)
普瓦斯基縣（英語：Pulaski County）是美國密蘇里州中部的一個縣。面積1,428平方公里。根據美國2000年人口普查估計，共有人口41,165人。縣治威恩斯維 (Waynesville)。
成立於1833年。縣名紀念在美國獨立戰爭中戰死的波蘭志願者卡西米爾·普瓦斯基。